# Джерело (пам'ятка природи, Олександрівка, Вознесенський район)
Джерело — гідрологічна пам'ятка природи місцевого значення в Україні. Розташована на території Вознесенського району Миколаївської області, у межах Олександрівської селищної громади.
Площа — 0,01 га. Статус надано згідно з рішенням Миколаївської обласної ради № 448 від 23.10.1984 року задля збереження та охорони виходів ґрунтових вод.
Пам'ятка природи розташована на схід від смт Олександрівка.